# Wenus Medycejska
Wenus Medycejska, Wenus Medici – marmurowy posąg bogini Afrodyty, będący kopią brązowej rzeźby Praksytelesa Afrodyta z Knidos. Znajduje się w zbiorach florenckiej Galerii Uffizi.
Zgodnie z wyrytą na bazie posągu sygnaturą dzieło zostało wykonane przez Kleomenesa, ateńskiego rzeźbiarza działającego w I wieku p.n.e. Przedstawia nagą boginię, która wstydliwym gestem zakrywa rękami swoje piersi i łono. Rzeźba ma 1,53 m wysokości.
Dokładny czas odnalezienia rzeźby w czasach nowożytnych nie jest znany. Znaleziono ją w Rzymie, przypuszczalnie w pobliżu Panteonu lub Portyku Oktawii. Zabytek trafił w posiadanie rodu Medyceuszy, zgodnie z pochodzącą z 1638 roku pierwszą wzmianką na jego temat stanowił ozdobę rzymskiej Willi Medici. Renowację rzeźby przeprowadził Ercole Ferrata, odtwarzając m.in. zaginione ręce postaci. Wenus Medycejska cieszyła się ogromnym poważaniem krytyków sztuki, będąc kopiowana i studiowana m.in. przez Lucę Giordano, papież Innocenty XI uznał ją jednak za zbyt nieprzystojną i polecił usunąć z Rzymu. W 1677 roku przewieziono ją do Galerii Uffizi we Florencji. W trakcie kampanii włoskiej Napoleona w obawie przed grabieżą wywieziono ją do Palermo, ostatecznie jednak wydano ją Francuzom i w 1803 roku trafiła do Paryża. Do Włoch powróciła po upadku Napoleona w 1815 roku.